# Паухатан (Луизијана)
Паухатан (енгл. Powhatan) град је у америчкој савезној држави Луизијана.

## Демографија
По попису из 2010. године број становника је 135, што је 6 (-4,3%) становника мање него 2000. године.
| Група             | 2000.       | 2010.      |
| Белци             | 21 (14,9%)  | 28 (20,7%) |
| Афроамериканци    | 111 (78,7%) | 94 (69,6%) |
| Азијати           | 1 (0,7%)    | 0 (0,0%)   |
| Хиспаноамериканци | 0 (0,0%)    | 7 (5,2%)   |
| Укупно            | 141         | 135        |